# Masumeh Makhija

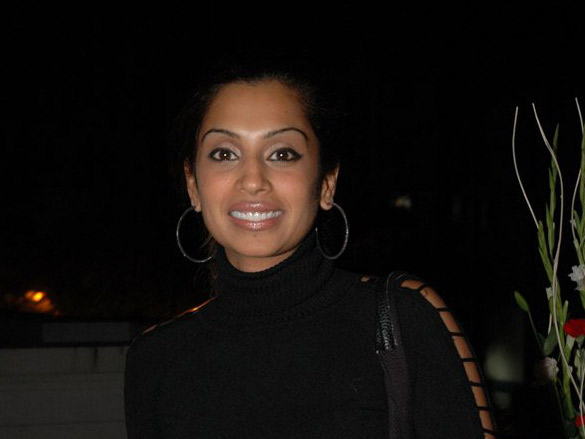
Masumeh Makhija, 2012

Masumeh Makhija (* 10. Oktober 1984 in Kanada) ist eine indische Schauspielerin.

## Leben und Karriere
Makhija wurde in Kanada geboren und kam nach Indien, als sie ein Jahr alt war. Sie begann ihre Karriere mit Werbespots und TV-Shows. Sie gab ihr Filmdebüt in Chupke Se und seitdem erschien sie in einigen Hindi-Filmen und Fernsehshows. Sie spielte auch im deutschen Film Tor zum Himmel von Veit Helmer mit. Sie ist die Schwester der Regisseurin Shona Urvashi.

## Filmografie (Auswahl)
- 2003: Maqbool – Der Pate von Mumbai (Maqbool)
- 2003: Chupke Se
- 2003: Tor zum Himmel (Gate to Heaven)
- 2004: The Journey
- 2005: Padmashree Laloo Prasad Yadav
- 2006: Woh Lamhe
- 2007: Heyy Babyy
- 2007: Dus Kahaniyaan
- 2008: Saas Bahu Aur Sensex
- 2008: Die Scharfschützen – Der letzte Auftrag (Sharpe's Peril)
- 2018: 3 Storeys